# ران تاکاهاشی
مشخصات
ران تاکاهاشی (انگلیسی: Ran Takahashi؛ زادهٔ ۲ سپتامبر ۲۰۰۱) بازیکن والیبال اهل ژاپن است. پست این بازیکن دریافت کننده قدرتی است که هم اکنون در تیم sunbird بازی میکند.